# Allison Brennan
Allison Brennan (nascida em 29 de setembro de 1969) é uma escritora norte-america de best-sellers de romances policiais. Seu primeiro livro foi publicado em 2005.

## Biografia
Allison nasceu em San Carlos, Califórnia. Em 1987 ela se formou na Escola Menlo em Atherton, Califórnia, e estudou na UC Santa Cruz de 1987 a 1989, trabalhando como Consultora legislativa na Legislatura Estadual da Califórnia de 1992 a 2005. Em 1993, ela se casou com Dan Brennan e eles tiveram cinco filhos. Atualmente reside em Elk Grove, Califórnia.
Desde 2012, Brennan publicou numerosos romances, cinco dos quais encontrados em mais de 1000 bibliotecas e que foram traduzidos para japonês, norueguês, alemão, espanhol, francês e italiano. A maioria de seus livros tem sido best-sellers do New York Times.

### Lucy Kincaid
- Se eu morrer antes de você (Love me to Death; traduzido por Cristina Tognelli; 2011)
- Beije-me antes de morrer (Kiss me, Kill me; traduzido por Cristina Tognelli, 2012)